# أرويو دي لا لوز

موقع البلدية.

بلدية أرويو دي لا لوز (بالإسبانية: Arroyo de la Luz)‏، هي بلدية تقع في مقاطعة قصرش والتي تقع في منطقة إكستريمادورا، غرب إسبانيا.
يبلغ عدد سكانها 6.477 نسمة وفقاً لإحصائية سنة (2007). وتبلغ مساحتها 128 كم2،و بذلك تكون الكثافة السكانية 50.6 نسمة/كم2. يبلغ ارتفاعها 352 م عن سطح البحر.

## وصلات خارجية
- موقع رسمي